# A Little Bit
『A Little Bit』（ア・リトル・ビット）は、日本の歌手グループ・w-inds.の32枚目のシングル。2013年10月30日に FLIGHT MASTERより発売。

## 概要
- 前作『FLY HIGH』より約1年8か月ぶりのリリース。2013年夏に開催された全国ツアーの後w-inds.はグループとして約1年に及ぶ充電期間に入り、本作がグループとしての本格的な活動再開となる。CD+DVDの初回盤A/Bと、CDのみの通常盤があり、すべての盤において収録楽曲が異なる。さらに、w-inds.としては初めてPLAYBUTTON盤が限定発売。
- ジャケット写真およびPVは、同年6月26日に世界文化遺産に登録された富士山の南東斜面部にある宝永火口付近にて撮影された[1]。

## 収録曲

### 初回盤A
1. A Little Bit
作詞：Satomi 、作曲：Skylar Mones/Scott Granger/Brian Judah/Roahn"First Born"Hylton
2. Rock Your Body
作詞：SUNNY BOY、作曲：UTA/SUNNY BOY/Ryosuke Imai

### 初回盤B
1. A Little Bit
2. Tell Me What You're Waiting For
作詞：Satomi、作曲：Skylar Mones/Scott Goldstone/Bobby"Gifted"Johnson

### 通常盤
1. A Little Bit
2. We'll Be Alright
作詞：AKIRA、作曲：AKIRA/UTA